# Buddy Lazier
Pour les articles homonymes, voir Lazier.

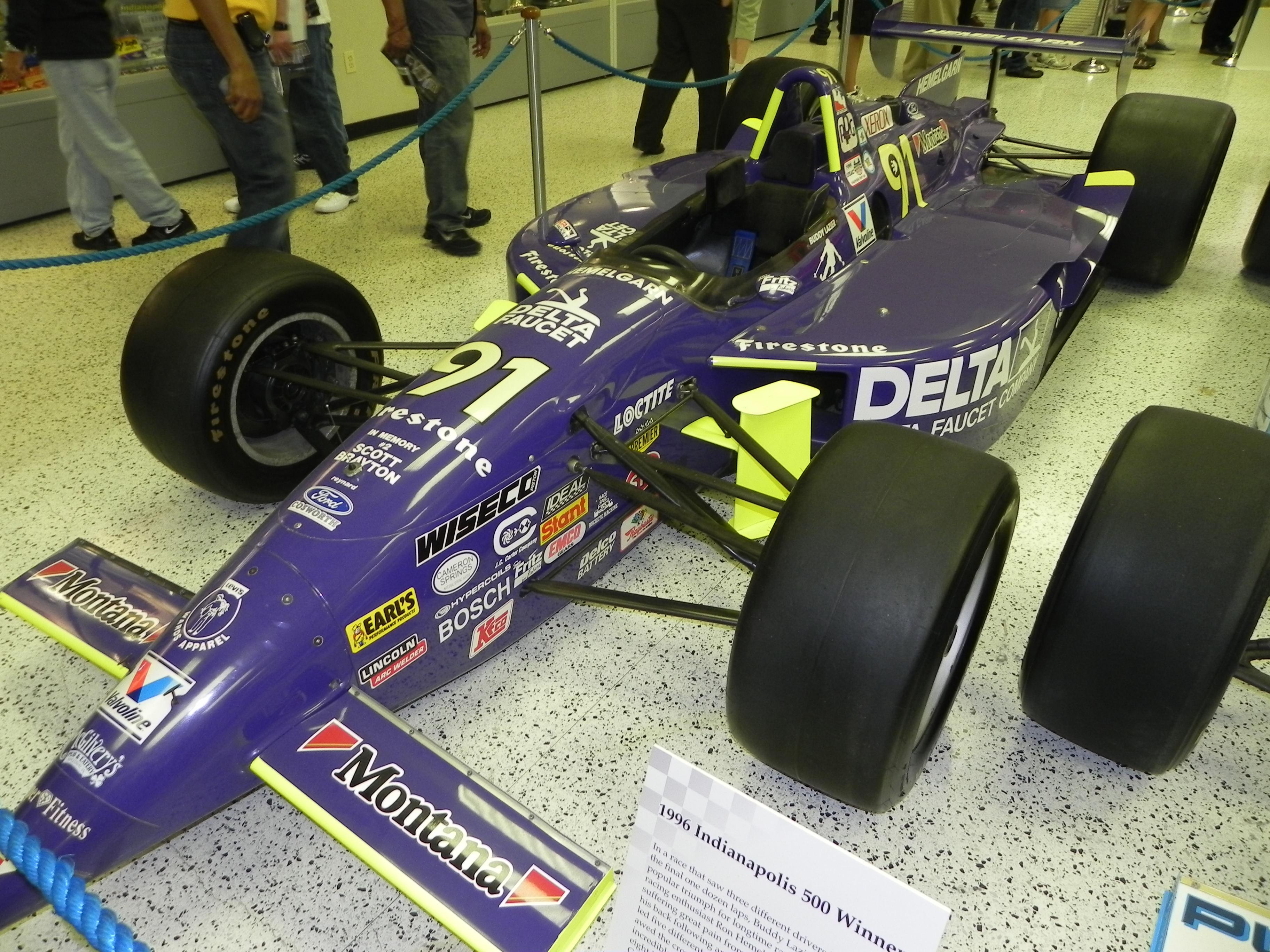
La Reynard-Ford du team Hemelgarn Racing, utilisée par Lazier pour remporter l'Indy 1996 (IMS Hall of Fame Museum).

Buddy Lazier, né le 31 octobre 1967 à Vail (Colorado), est un pilote automobile américain. Vainqueur du championnat IRL en 2000, il est surtout connu pour avoir remporté les 500 Miles d'Indianapolis en 1996.

## Biographie
Buddy Lazier émerge au plus haut niveau du sport automobile américain en 1989 en intégrant les rangs du championnat CART. Il effectue cette année-là ses débuts aux 500 Miles d'Indianapolis, sans parvenir à se qualifier. Concurrent régulier du CART jusqu'en 1995, il doit se contenter pendant plus de six saisons de faire de la figuration en queue de peloton.
En 1996, les organisateurs des 500 Miles d'Indianapolis quittent le giron du CART et créent leur propre championnat, l'Indy Racing League. Pour un pilote comme Lazier qui peine à faire son trou dans le CART, c'est l'occasion de donner une nouvelle impulsion à sa carrière. Ses débuts en IRL en janvier 1996 ne peuvent pourtant pas plus mal tourner puisque lors des essais de la manche de Phoenix, deuxième course du championnat, il est victime d'un grave accident dans lequel il se fracture le bassin. De façon inespérée, il parvient tout de même à prendre le départ des 500 Miles d'Indianapolis quelques semaines plus tard, et à remporter la course. Il convient toutefois de relativiser la portée de son exploit en rappelant qu'en raison de la scission CART/IRL, l'Indy 500 proposait cette année-là l'un des plus faibles plateaux de son histoire, tant au niveau des pilotes que des écuries.

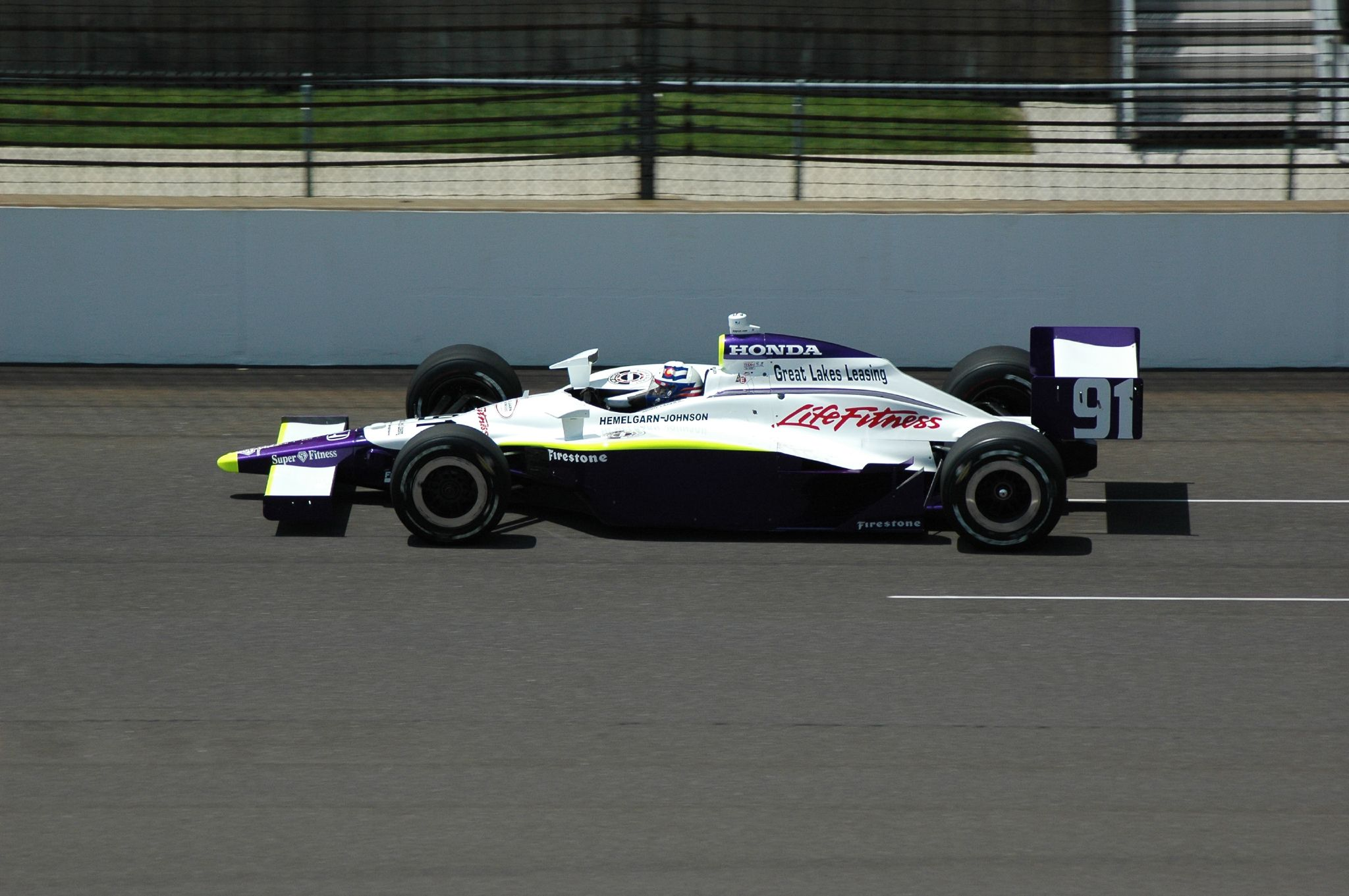
Lazier aux essais des 500 miles d'Indianapolis 2008.

Lazier confirme lors des saisons suivantes qu'il est l'un des hommes forts du championnat IRL et s'affirme surtout comme un véritable spécialiste de l'Indy 500, épreuve dans laquelle, bien que ne parvenant pas à rééditer son succès de 1996, il cumule les places d'honneur: 4e en 1997, 2e en 1998 et 2e en 2000. Il remporte en outre le championnat IRL en 2000 avant de terminer vice-champion en 2001 avec 4 victoires. 
À partir de 2003 et l'arrivée massive en IRL de puissantes équipes en provenance du championnat CART, Lazier et son équipe Hemelgarn Racing peinent à se maintenir au niveau. Sans volant lors de la saison 2004 (si ce n'est pour l'Indy 500), il retrouve le haut niveau en 2005 grâce à son engagement pour un programme partiel dans l'équipe Panther Racing, avec laquelle il décroche une belle cinquième place à Indianapolis. Mais pour 2006, non retenu par Panther (qui, pour des raisons budgétaires, limite son engagement à une seule voiture), il ne peut trouver mieux qu'un volant au sein de la modeste équipe Dreyer & Reinbold, et se retrouve à nouveau sans volant régulier en 2007, où il devrait toutefois participer pour la seizième fois à l'Indy 500.

## Divers
Jaques Lazier, le frère cadet de Buddy, est également pilote automobile. Tout comme Buddy, il participe régulièrement aux 500 Miles d'Indianapolis. Bob Lazier, le père des frères Lazier a quant à lui participé à l'Indy 500 en 1981.